# Himmelsbrev
Himmelsbrev, även kallade söndagsbrev, är en sorts uppbyggliga småskrifter, som uppger sig vara sända av Gud, eller åtminstone från himmelen. Breven utlovar skydd mot vapen, sjukdom, eldsvåda och andra olyckor, om man dagligen läser, hör eller bär dem på sig, men det fordrar också oftast att man utövar vissa kristliga dygder, och då särskilt helgandet av vilodagen.
Begreppet och bruket av himmelsbrev går tillbaka till Orienten och har ännu på 1800-talet haft stor användning som skyddsamulett i krig. 
Ett slags föregångare till himmelsbrev är ett brev, som Jesus anses ha skrivit till kung Abgar av Edessa och som under tidig kristen tid användes som skyddsamulett.
I Äspesta by i Uppland har ett himmelsbrev från 1700-talets mitt påträffats. 